# David d'Augsbourg
David d'Augsbourg (né à Augsbourg, Bavière vers 1200 ; mort le 19 novembre 1272) était un prêtre franciscain allemand, maître des novices et auteur mystique. Il est considéré comme l'un des principaux auteurs spirituels du XIIIe siècle, et connu pour son « Formula Novitiorum ».

## Biographie
David d'Augsbourg entre chez les franciscains à Ratisbonne où il excèle comme prédicateur. Il s'exprime en langue vernaculaire. Il était ami et collègue de Bertold de Ratisbonne, lecteur en théologie au couvent de Ratisbonne. Il écrira toute son oeuvre en latin et en allemand. Ses œuvres latines ont longtemps été attribuées à d'autres comme à Bernard de Clairvaux et à saint Bonaventure.
David d'Augsbourg rédigera De exterioris et interioris hominis compositione secundum triplicem statum incipientium, proficientium et perfectorum, libri tres son œuvre principale, longtemps considéré comme un manuel d'ascétisme, pendant ses années comme maître des novices à Ratisbonne.
Ce fut l'un des livres les plus lus de son époque avant l'apparition de L'Imitation de Jésus-Christ, et il exerça une influence remarquable sur les auteurs de la Devotio moderna tels que Thomas a Kempis, Florens Radewyns, Jan Mombaer etc. dont les œuvres sont des réminiscences, des phrases et même des copies de paragraphes entiers de son oeuvre.

## Sélection d’œuvres
- Pia et devota opuscula, Augsburg 1596
- De exterioris et interiosis hominis compositione secundum triplicem statum incipientium, proficientium et perfectorum libri tres (Unterweisungen f. Novizen u. Mönche; dt. v. Thomas Villanova: Wegweiser z. christl. Vollkommenheit, Brixen 1902).
- Les sept saisons de la prière (Édition originale allemande, éditée par Kurt Ruh, 2 Tle., 1965)